# 無產階級站 (聖彼得堡地鐵)
無產階級站（羅馬化：Proletarskaya）是聖彼得堡地鐵的一個車站。無產階級站是聖彼得堡地鐵3號線的一個車站，開通於1981年7月10日。車站以無產階級和共產主義為裝飾主題。